# Poštolka obecná
Poštolka obecná (Falco tinnunculus) je druh sokolovitého ptáka, který patří k nejpočetnějším druhům dravých ptáků v Evropě včetně Česka. Jedná se o menší druh sokola, s typicky dlouhými zašpičatělými křídly a dlouhým ocasem. Pohlaví se zbarvením nápadně liší; samec se pozná podle šedavé hlavy a kaštanově hnědého, černě skvrněného hřbetu, zatímco samice je celá hnědá, černě proužkovaná. Typický je pro poštolku třepotavý let, kdy se za rychlého mávání křídel a s široce rozevřeným ocasem zastaví ve vzduchu na místě a vyhlíží při tom kořist pod sebou. 
Poštolka obecná náleží mezi široce rozšířené sokolovité dravce, s areálem rozšíření zahrnujícím Evropu, Afriku a Asii. K životu vyhledává různé typy otevřené krajiny, přičemž v posledních dekádách pronikla ve velké části areálu i do měst, díky čemuž je všeobecně známá. Potravní spektrum tohoto dravce zahrnuje typicky hlavně hlodavce a další drobné savce, ale v případě potřeby se může rozšířit o ptáky, hmyz či plazy. Podobně jako ostatní sokoli vlastní hnízdo nestaví, ale snůšku, sestávající typicky ze 3–6 vajec, klade do opuštěných hnízd jiných ptáků, do dutin a v městském prostředí běžně na římsy či do výklenků budov.

## Etymologie a systematika

### Pojmenování
Druh prvně formálně popsal švédský přírodovědec Carl Linnaeus roku 1758 v desátém vydání díla Systema Naturae pod názvem Falco tinnunculus. Rodové jméno druhu v latině, Falco, je odvozeno z výrazů falx, falcis, neboli „srp“, s odkazem na ostrý zahnutý dravčí dráp. Druhové jméno, tinnunculus, má původ v adjektivu tinnŭlus, které lze přeložit jako „pronikavě znějící“, příp. „vydávající zvonivý/řinčivý zvuk“, a je odvozeno od nápadného volání poštolky.
České pojmenování poštolka (ve staročeštině také postolka) je původu praslovanského. Možná podoba původního jména byla *postolьka; to by znamenalo, že jméno vzniklo z výrazu *postojati („po“ a „stát“), odkazujícího na schopnost poštolky za rychlého třepotu křídel v letu „postát“ na jednom místě. Možné jsou nicméně i jiné výklady vzniku pojmenování. Jméno by mohlo být buď z onomastického základu pu-, nebo souviset s adjektivem pustý, protože poštolka žila v pustinách. Lokálně na Kyjovsku se poštolce říkalo také paštovica. Obdobné názvy jako v češtině se pro druh vyskytují ve slovenštině (pustovka, pustovečka), polštině (pustułka, pustołka, příp. pustułeczka) nebo slovinštině (postóvka, postolka).

### Systematika
Poštolka obecná se řadí do čeledi sokolovitých (Falconidae), která je dnes klasifikována jako součást řádu sokolů (Falconiformes). Je rovněž součástí rodu Falco, jenž je z čeledi sokolovitých druhově nejpočetnějším. Tento rod se začal diverzifikovat pravděpodobně na konci miocénu s přibýváním otevřených stanovišť. V jeho rámci tvoří poštolka obecná spolu s několika dalšími malými sokoly skupinu poštolek, z nichž je většina (10 ze 13 druhů, včetně poštolky obecné) sdružována do podrodu Tinnunculus. Předpokládá se, že skupina poštolek se od ostatních sokolů oddělila jako první, a to již na konci miocénu. Různé druhy poštolek jsou si tedy navzájem příbuzensky bližší než s kterýmkoli jiným druhem sokola a všichni ostatní sokoli (včetně sokola stěhovavého, raroha loveckého, dřemlíka tundrového a dalších) jsou si současně blíže příbuzní než s poštolkami.
Vztah poštolky obecné a jejích nejbližších příbuzných na fylogenetickém stromu je znázorněn níže:

|  | Poštolka australská (F. cenchroides)                                                                   |
|  | |
|  | \| \| Poštolka molucká (F. moluccensis) \| \| \| \| \| \| Poštolka obecná (F. tinnunculus) \| \| \| \| |
|  | |
|  | Poštolka molucká (F. moluccensis)                                                                      |
|  | |
|  | Poštolka obecná (F. tinnunculus)                                                                       |
|  | |

|  | Poštolka molucká (F. moluccensis) |
|  |                                   |
|  | Poštolka obecná (F. tinnunculus)  |
|  |                                   |

|  | Poštolka australská (F. cenchroides)                                                                   |
|  | |
|  | \| \| Poštolka molucká (F. moluccensis) \| \| \| \| \| \| Poštolka obecná (F. tinnunculus) \| \| \| \| |
|  | |
|  | Poštolka molucká (F. moluccensis)                                                                      |
|  | |
|  | Poštolka obecná (F. tinnunculus)                                                                       |
|  | |

|  | Poštolka molucká (F. moluccensis) |
|  |                                   |
|  | Poštolka obecná (F. tinnunculus)  |
|  |                                   |

#### Poddruhy
U poštolky obecné IOC World Bird List uvádí v roce 2023 celkem 11 poddruhů:
- F. t. tinnunculus Linnaeus, 1758 – hnízdí v Evropě a severozápadní Africe východně po Sibiř, zimuje ve východní Africe a jižní Asii
- F. t. perpallidus (Clark, AH, 1907) – hnízdí na severovýchodní Sibiři po severovýchodní Asii a Korejský poloostrov, zimuje ve východní a jihovýchodní Asii
- F. t. interstinctus McClelland, 1840 – hnízdí v Himálajích po Japonsko a Indočínu, zimuje ve východní a jižní Asii a na Filipínách
- F. t. objurgatus (Baker, ECS, 1927) – jižní Indie a Srí Lanka
- F. t. canariensis (Koenig, AF, 1889) – Madeira a Kanárské ostrovy
- F. t. neglectus Schlegel, 1873 – severní Kapverdy
- F. t. alexandri Bourne, 1955 – jižní Kapverdy
- F. t. rupicolaeformis (Brehm, CL, 1855) – severovýchodní Afrika a Arábie
- F. t. archeri Hartert, E & Neumann, 1932 – Sokotra, Somálsko a severovýchodní Keňa
- F. t. rufescens Swainson, 1837 – západní Afrika až Etiopie jižně po severní Angolu a Tanzanii

Hranice mezi jednotlivými poddruhy nejsou vždy jasné a někde dochází k jejich překryvu (např. ssp. tinnunculus a rupicolaeformis). Variabilita poddruhů je zčásti klinální, projevující se menšími rozměry a tmavším opeřením ptáků směrem od severu na jih. Oba poddruhy vyskytující se na Kapverdách (ssp. neglectus a alexandri) jsou někdy na základě charakteristické morfologie a dlouho trvající izolace od pevninských poddruhů popisovány jako samostatné druhy; podobné revizi mohou být ze stejných důvodů v budoucnu podrobeny také populace z Kanárských ostrovů.

## Popis
Malý až středně velký sokolovitý dravý pták s typicky srpovitě zahnutými špičatými křídly a dlouhým ocasem (délka 13–19 cm). Vyznačuje se nápadnou pohlavní dvojtvárností (tzv. dimorfismus), přičemž samice je o něco větší a přibližně o čtvrtinu těžší než samec. Délka těla je 27–35 cm, rozpětí křídel dosahuje 57–79 cm. Hmotnost samce se pohybuje mezi 136–252 g, samice v rozmezí 154–314 g.
Samec má sytě kaštanově hnědý, černě skvrnitý hřbet a svrchní křídelní krovky, kontrastující s tmavě zbarvenými letkami. Hlava je šedavá, jemně tmavě čárkovaná, kostřec a svrchní strana ocasu jsou šedé. Na ocase má široký černý koncový pruh, díky kterému se dá dobře poznat i za letu. Bělavé hrdlo lemuje výrazný tmavý „vous“ na líci, spodina těla je celá hustě černě skvrnitá. Někteří samci v prvním létě se liší výrazným tmavým proužkováním kostřece a svrchní strany ocasu.
Samice je svrchu teple hnědá, s méně červenavým odstínem než u samce a s tmavým proužkováním spíše než skvrněním. Hlavu má hnědavou, zřetelně proužkovanou, kostřec a svrchní stranu ocasu taktéž hnědé, jemně tmavě proužkované, s poněkud širší černou koncovou páskou na ocase (některé samice mohou mít vzácně šedavou hlavu, kostřec a vnitřní část ocasu podobně jako samci, ocas však zůstává prakticky vždy proužkovaný).
Mladý pták se podobá samici, ale je svrchu více žlutavě rudohnědý a má výrazně rozpitě čárkovanou hruď, podél svrchních ručních krovek je u něj navíc patrný náznak světlého proužku. První prachový šat mláďat je řídký a bílý, druhý hustý, světle šedý. Zobák je ve všech šatech tmavý se žlutým ozobím, nohy žluté s černými drápy a duhovka je tmavohnědá.
Často sedá na vyvýšených nechráněných místech, odkud vyhlíží kořist, za letu poměrně rychle mává křídly, často plachtí či krouží. Nejcharakterističtější je pro ni třepotavý let, kdy se za rychlého mávání křídel a s vějířovitě rozevřeným ocasem udržuje ve vzduchu na jednom místě, vyhlíží kořist pod sebou a po jejím zahlédnutí útočí rychlým střemhlavým výpadem. Tento způsob lovu ji odlišuje od jinak v letu poměrně podobného krahujce obecného, který se takto nikdy netřepetá, ale proletuje nízko nad terénem. Také silueta křídel je u krahujce širší a má tupější (ne tak špičaté) zakončení. 

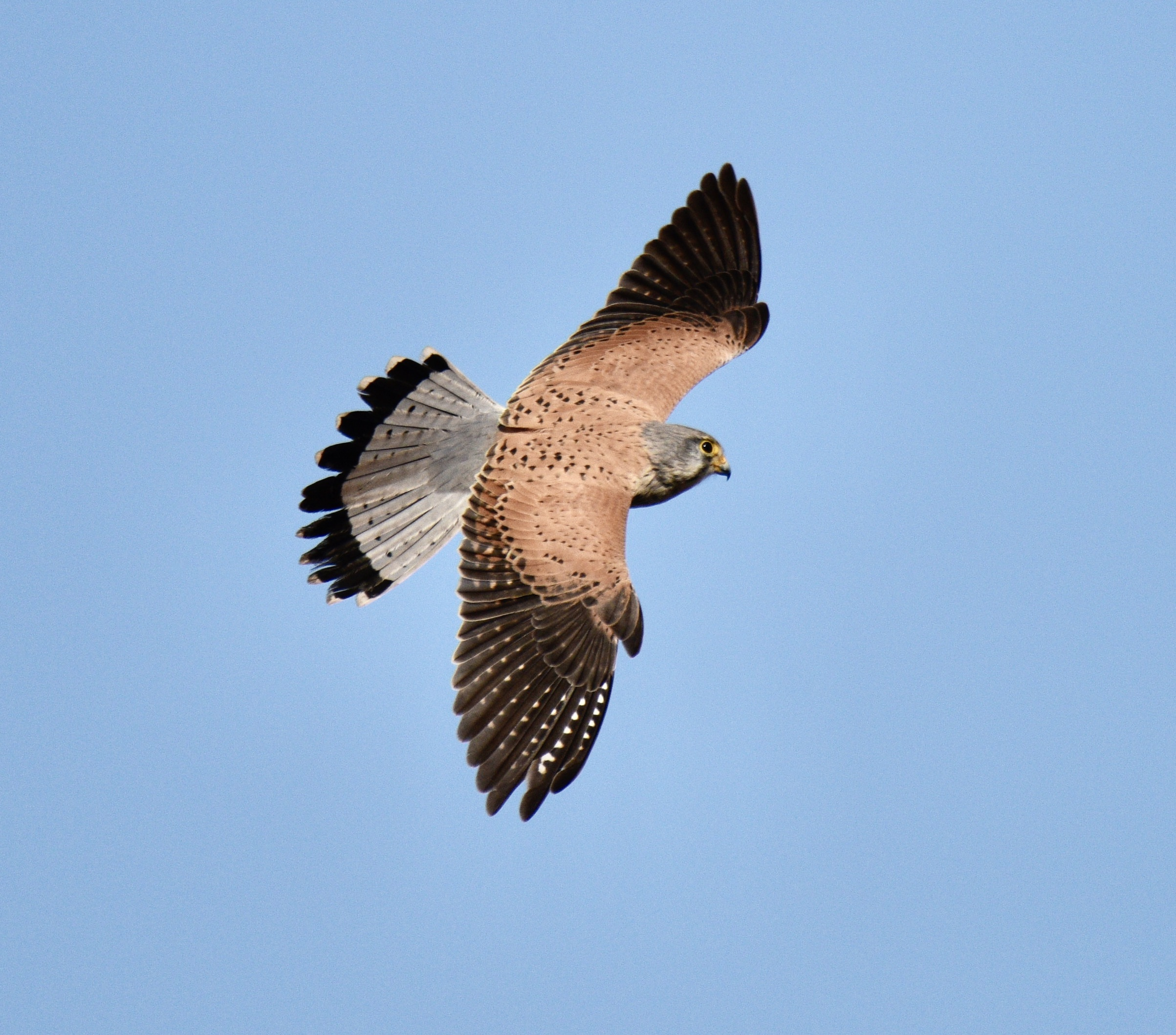
Samec v letu (pohled shora)
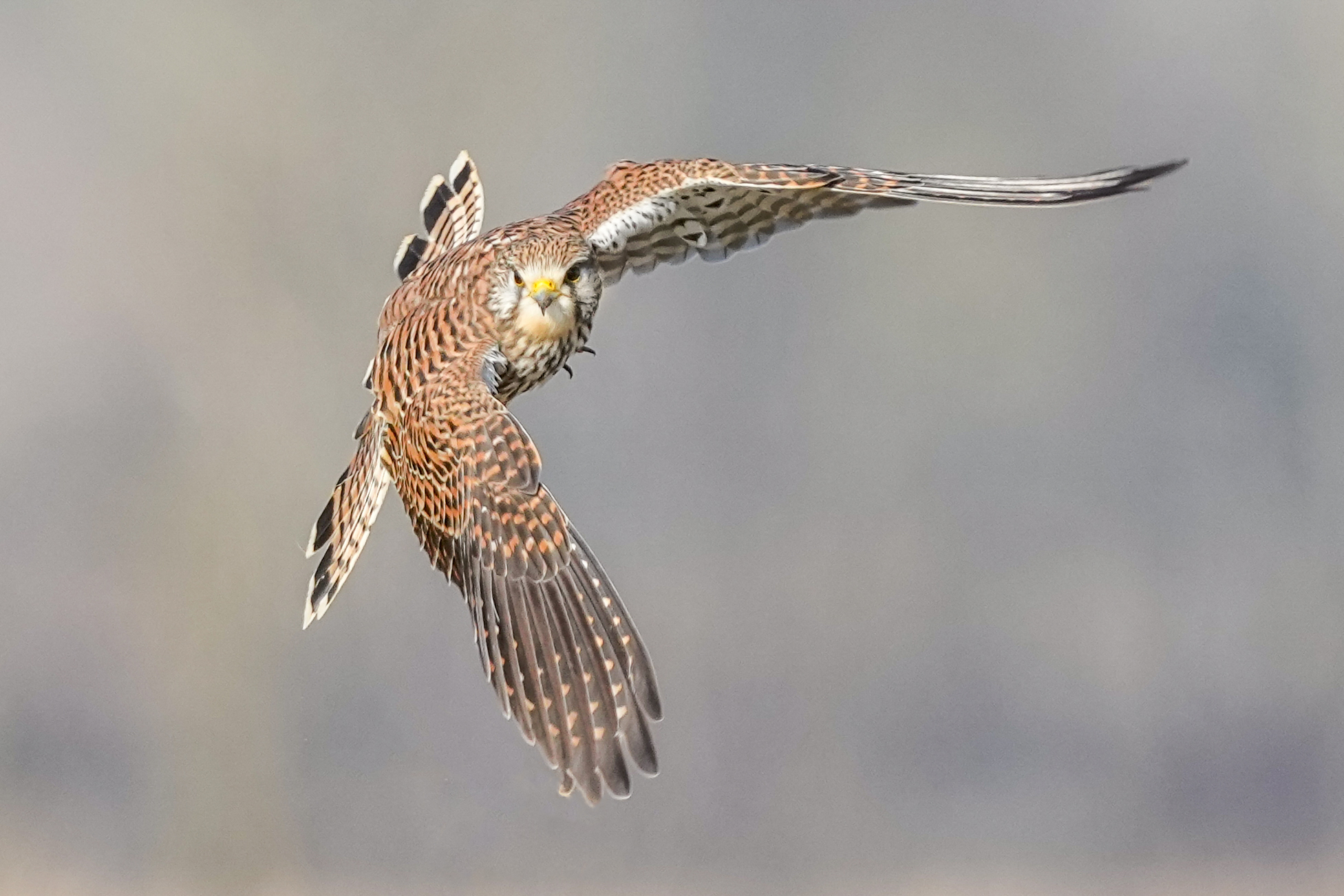
Samice v letu (pohled shora)
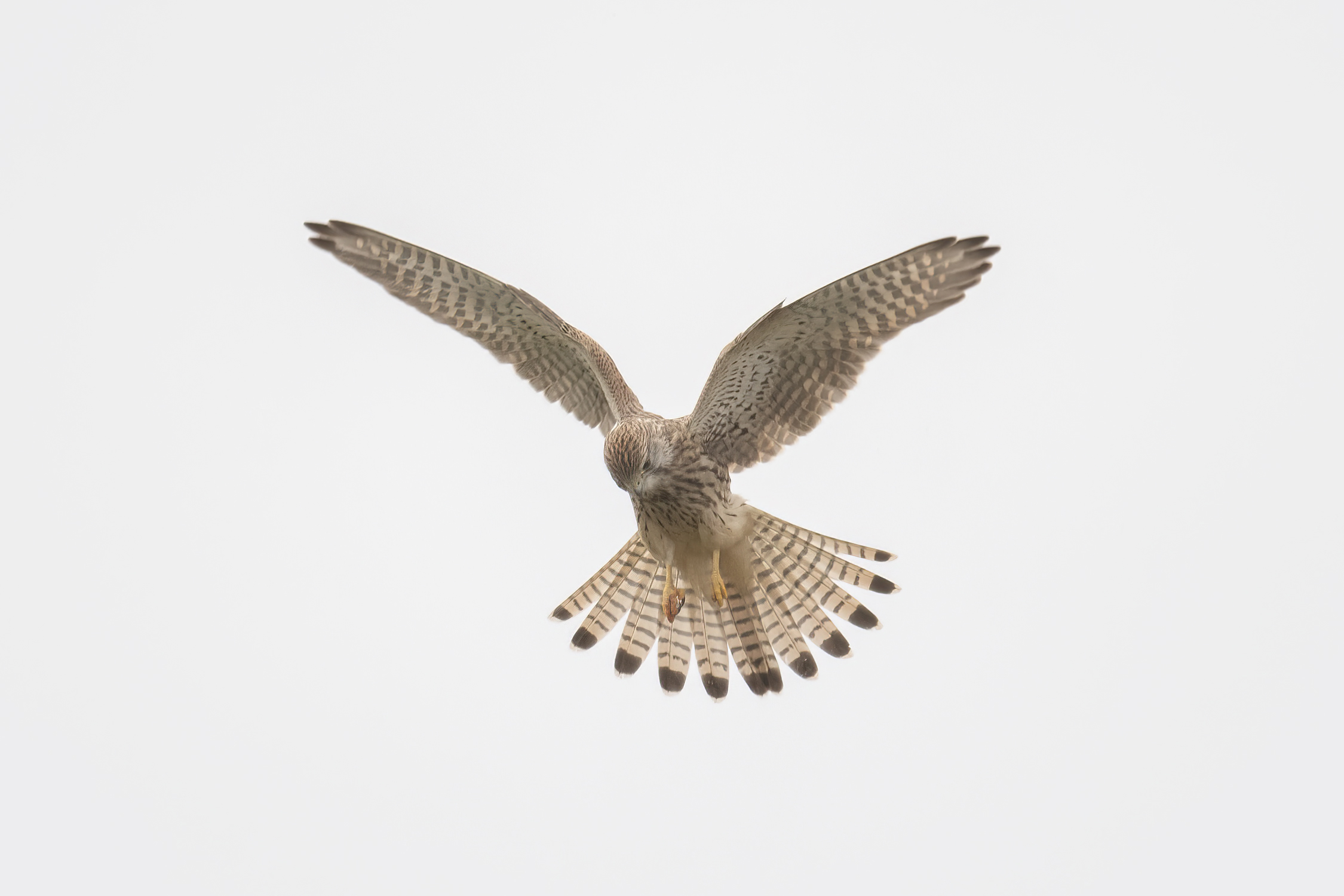
Samice při třepotavém letu s typicky vějířovitě roztaženým ocasem zakončeným nápadnou černou páskou
- Samec při třepotavém letu (video)

## Hlas
Poštolka obecná je většinu roku spíše tichým ptákem, který dokáže být v období rozmnožování naopak docela hlučným. Volání tvoří řada krátkých ostrých tónů „kii–kii–kii–kii…“ přednášených v různých variantách, kterým se ozývají obě pohlaví (volání samce je o něco vyšší než samice). Mláďata a samice na hnízdě se ozývají také kňučivým, často opakovaným trylkem „kirrrl…“.

## Rozšíření a prostředí
Poštolka obecná je široce rozšířeným druhem dravce s paleakrtickým, afrotropickým a indomalajským typem rozšíření rozprostírajícím se převážně mezi 71° s.š. a 35 ° j.š. (v indomalajské oblasti jižně až po 6,5° s.š.). Hnízdní areál zahrnuje většinu Evropy (vyjma Islandu, Faerských ostrovů, Shetland a poloostrova Kola), Afriku s výjimkou většiny Sahary a hustě zalesněných území, a část Asie přes Rusko východně až po Ochotské moře, Jižní Koreu a Japonsko (pouze ostrov Honšú, kde se vyskytuje vzácně).

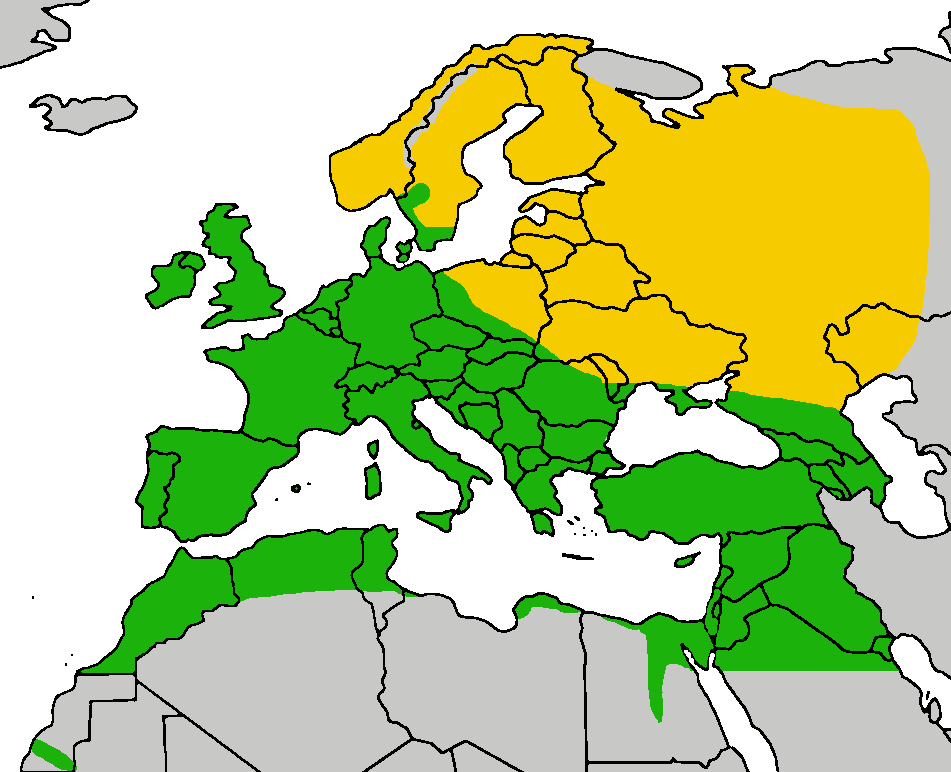
Rozšíření poštolky obecné v Evropě (zelená: celoroční výskyt, žlutá: pouze letní výskyt)

Populace ve velké části Evropy, jihozápadní Asii a Africe jsou buď stálé, nebo částečně či zcela tažné na krátké vzdálenosti. Ptáci ze severní a severovýchodní Evropy a téměř celého zbývajícího území Asie jsou naopak tažní na delší vzdálenosti a na zimu se přesouvají do střední a jižní Evropy, Středomoří, na Blízký východ (zejména do Izraele), jižní Asie a Afriky až po Malawi. Většina poštolek původem ze severní Evropy a západního Ruska patrně migruje až do subsaharské Afriky, ale řada skandinávských a finských ptáků se na zimu stahuje pouze na území střední a jižní Evropy a k pobřeží Středozemního moře.
Při volbě prostředí je poštolka obecná značně přizpůsobivá, přičemž se vyhýbá pouze pouštím, hustým lesům a oblastem se souvislými lesy. Hnízdí v různých typech otevřené krajiny s nízkou vegetací, dostatečnou potravní nabídkou a vhodnými hnízdišti (skupinami stromů, skálami, budovami), dále v remízcích, na okrajích lesů, v okolí oáz a palmových porostů (na sušších stanovištích) a od 2. poloviny 20. století stále častěji ve městech, kde si dobře přivykla životu v blízkosti lidí. Většina populace je soustředěna v nižších polohách, ale místy vystupuje i vysoko do hor (nejvýše na Kavkaze do zhruba 3500 m n. m.).

### Výskyt v Česku
V Česku patří poštolka obecná spolu s kání lesní mezi nejrozšířenější dravé ptáky. Žije na celém území republiky, hojněji v nižších polohách, ale vystupuje až do subalpínského stupně a hnízdí na skalách nad hranicí lesa (v Krkonoších na Sněžce ve výšce 1550 m n. m.). Rozšířeným dravcem vyskytujícím se od nížin do hor byla poštolka na území Česka dle záznamů přírodovědců již koncem 19. a počátkem 20. století, avšak městské zástavbě se až na výjimky vyhýbala. Synantropizace započala až později, významněji od 40. a 50. let 20. století, přičemž od 60. let bylo možné pozorovat osídlování i menších měst a venkovských oblastí.
České populace jsou částečně tažné, přičemž část jedinců na území Česka zůstává i za tuhých zim a celoročně pravidelně zůstávají rovněž městské populace. Odlet tažných ptáků probíhá v průběhu září až listopadu a návrat na hnízdiště většinově během března.
Ve městech bývá hnízdní hustota vyšší než ve volné krajině – zatímco v zemědělské krajině poštolka dosahuje hustoty 10–30 párů na 100 km², v centru Prahy je to až 300 párů na 100 km² (celkový počet ptažských poštolek byl v roce 2002 odhadován na cirka 200 párů) .

## Rozmnožování

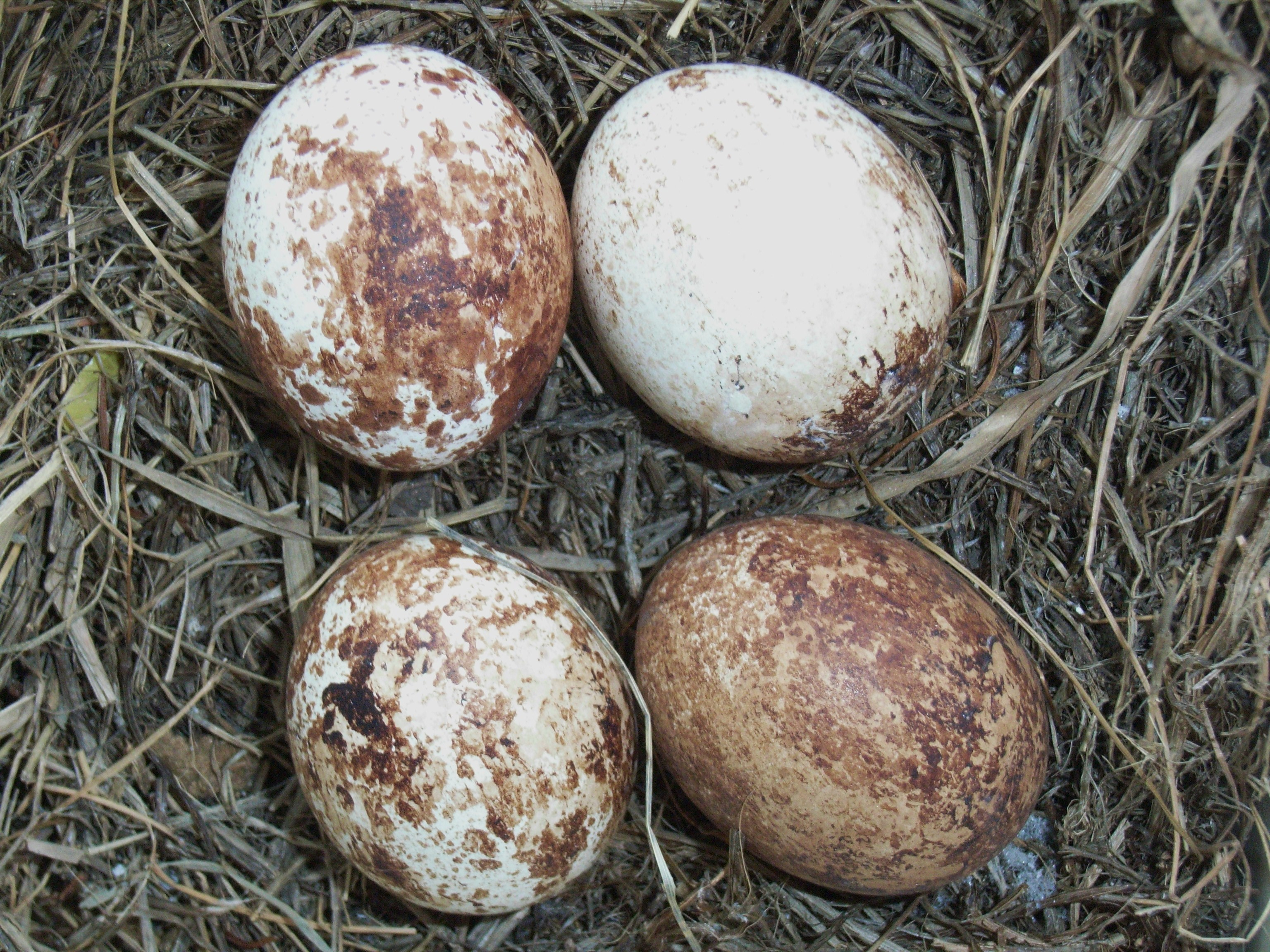
Vejce poštolky obecné

Poštolka obecná dosahuje pohlavní dospělosti ve druhém kalendářním roce života. Hnízdění probíhá většinou monogamně (s nezřídkými případy bigamie a vzácným výskytem polygynie a polyandrie) v samostatných párech, avšak na místech s bohatou potravní nabídkou místy může vytvářet i volné kolonie typicky o 5–30 párech s hnízdy vzdálenými přibližně 20–50 m od sebe. Námluvy lze ve středoevropských podmínkách běžně pozorovat od počátku března (za mírných zim již koncem února) a jejich součástí jsou společné lety nad hnízdištěm doprovázené hlasitým voláním. Součástí těchto letů je jak samostatné, tak společné stoupání a kroužení obou partnerů ve výšce, vzájemné pronásledování apod. Začátek hnízdění závisí na potravních a klimatických podmínkách, přičemž nedostatek potravy (hlodavců) a nepříznivé počasí (déšť, nízká teplota) jej může odložit, a naopak; ve střední Evropě spadá nejčastěji od druhé poloviny dubna do poloviny května. Venkovské populace hnízdí v průměru o 14 dní později než populace městské.
Místo k hnízdění volí pravděpodobně samice. Podobně jako ostatní sokoli vlastní hnízdo nestaví, ale využívá stará hnízda jiných ptáků (zejména strak, vran a dalších dravců), skalní a stromové dutiny nebo římsy a výklenky budov ve výšce i přes 50 m nad zemí. Ochotně přijímá i vhodné hnízdní budky (tzv. poštolkovníky). Vejce klade přímo na podklad, ve kterém (je-li to možné) pouze vyhloubí mělký důlek, který maximálně vystele několika listy.

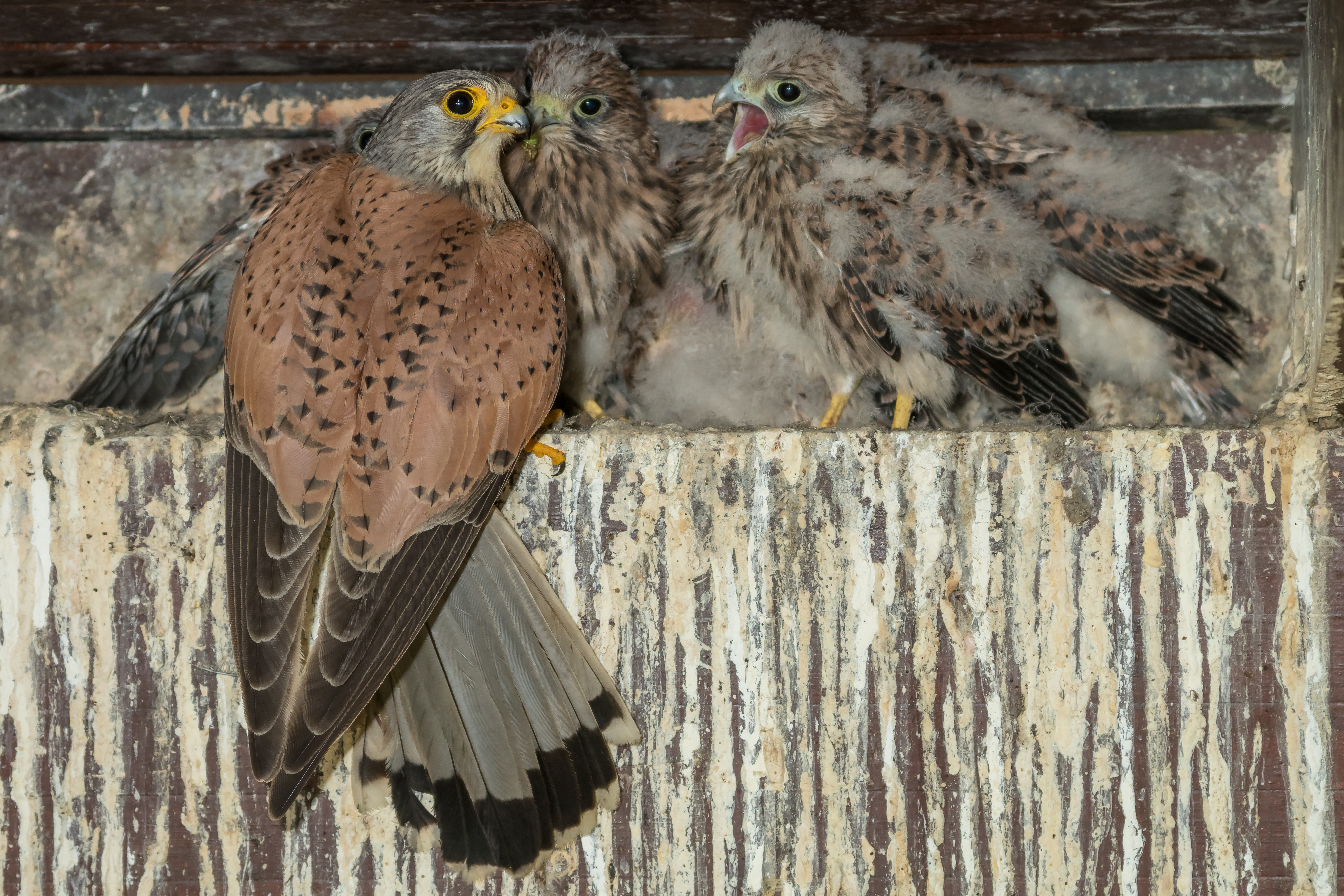
Krmení mláďat na hnízdě samcem

Hnízdí jednou, výjimečně dvakrát ročně, v případě ztráty následuje náhradní hnízdění. Samice snáší v jedno– až dvoudenních intervalech typicky 3–6 vajec o rozměrech v průměru 39×31,4 mm a hmotnosti 19 g. Náhradní snůšky bývají menší, a naopak snůšky s počtem vajec vyšším než 7 v jednom hnízdě pochází pravděpodobně od dvou samic (zdokumentovány jsou však i případy, kdy je k opuštěné první snůšce stejnou samicí snesena snůška náhradní, což může vést k nezvykle vysokému počtu vajec na hnízdě). Zbarvení vajec je proměnlivé, vesměs (žluto)okrově hnědé až narůžovělé se skvrnami či mramorováním červenohnědé, tmavě hnědočervené, tmavohnědé, tmavě rudohnědé až černě fialové barvy. Sezení začíná různě, obvykle po snesení 3. vejce, a trvá 21–31 dnů. Na vejcích sedí zpravidla jen samice, které samec přináší potravu. Mláďata se líhnou postupně v průběhu několika dnů (2–3, výjimečně až 6), a je tak mezi nimi patrný věkový rozdíl. Agresivní projevy mezi mláďaty jsou na rozdíl od řady jiných dravců pozorovány jen vzácně, později vylíhlá (tedy slabší) mláďata však často za nepříznivého počasí hynou v konkurenci větších sourozenců hlady. Zpočátku shání potravu pro mláďata jen samec, který ji předává samici, po 7–12 dnech se k němu samice připojuje a kořist přinášejí oba rodiče. Prvních několik dnů samice veškerou přinášenou potravu mláďatům trhá, po cca 2 týdnech už ji dostávají vcelku. Hnízdní péče trvá 27–30 dnů a dalších několik dnů jsou mláďata přikrmována mimo hnízdo.
Z jednadvacet let trvajícího pozorování poštolek hnízdících na venkově ve východní Francii vyplynulo, že za 60 % veškerých ztrát při hnízdění stálo opuštění hnízda v důsledku nedostatku potravy nebo neoplozených vajec. Míra predace byla nízká a celkově bylo zkonstatováno, že klíčovou roli v úspěšnosti hnízdění hraje individuální kvalita ptáků. Nedospělí ptáci podnikají disperze různými směry a většinou na krátké vzdálenosti, ale zdokumentovány jsou i případy daleko výraznějších přesunů dosahujících až 400 km. Úmrtnost v prvním roce života dosahuje 50–70 % a v dalších letech 30–40 %. Nejvyšší zaznamenaný věk byl zjištěn u švýcarského kroužkovaného ptáka, který se dožil přes 16 let; v Česku je u dvou kroužkovaných poštolek znám věk přes 9 a půl roku.

## Potrava
Potrava poštolky obecné je typicky tvořena převážně hlodavci (v řadě studií přes 90 % úlovků) a jinými malými savci, avšak zároveň jde o dravce oportunistického, který se v letech s nízkými stavy hlodavců či v podmínkách městského prostředí dokáže přeorientovat na jinou, početně dostupnější kořist, jako jsou ptáci a větší hmyz. Z více než 22 druhů savců zdokumentovaných mezi kořistí v Evropě jsou nejvíce preferováni zástupci o hmotnosti 20–40 g, z nichž převažují hraboši rodů Microtus a Clethrionomys (jsou-li k dispozici); následují myšice, další hlodavci (rody Pitymys, Arvicola, Lemmus) a rejsci a vzácněji též veverky, mladí zajícovití či krtci. Z ptáků jde nejvíce o drobné, často semenožravé pěvce žijící v otevřeném terénu (vrabcovití, pěnkavovití, strnadovití), dokáže ale udolat i holuba nebo lysku. Loví též mláďata kachen, racků, bahňáků a jiných vodních ptáků. Z hmyzu chytá nejvíce brouky, rovnokřídlé a vážky, z plazů ještěrky. Příležitostně se v potravě objevují i žížaly, ryby, měkkýši a mršiny. V městském prostředí je zdokumentován také lov netopýrů a rorýsů vyletujících z ventilačních otvorů budov, útoky na ptáky chované v klecích na balkónech či ukořisťování mláďat jiřiček formou strhávání celých hnízd.

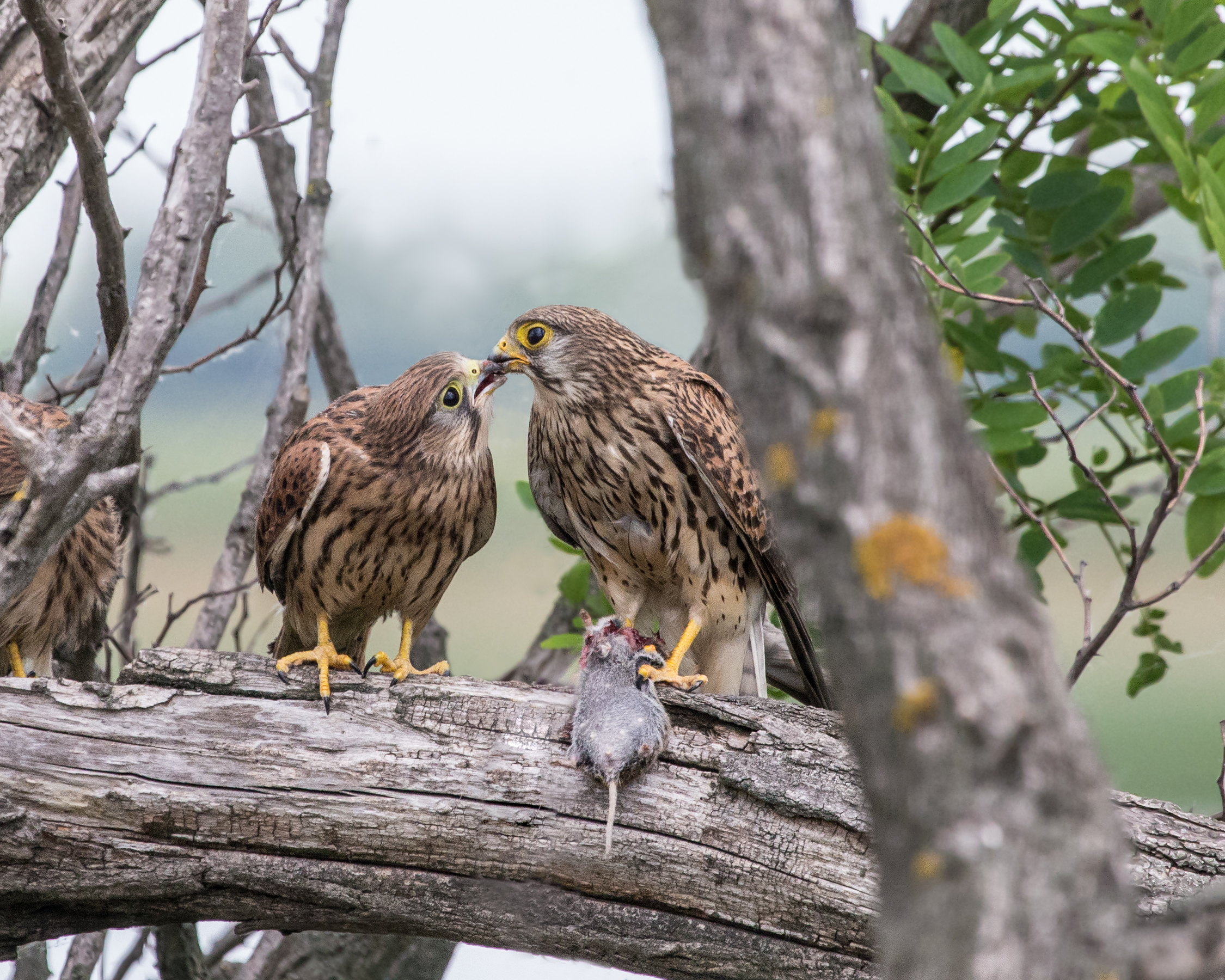
Samice (vpravo) při krmení mladého ptáka uloveným hlodavcem

V rámci jedné z potravinových studií bylo v 113 žaludcích ptáků z Česka a Slovenska zjištěno dohromady 153 obratlovců, z nichž převažoval hraboš polní (80), hryzec vodní (15) a myšice křovinná (10); zbytek představovaly neurčené druhy myší a hrabošů, jeden krtek a jeden větší savec, pravděpodobně mladý králík divoký. Z 4121 položek kořisti zaznamenaných u populace ve východním Polabí tvořil hraboš polní 66,4 % potravy, ptáci 9,2 %, hmyz 6,4 % a plazi 0,2 %. Na 55 hnízdech v prostředí intenzivně obhospodařovaných jehličnatých lesů s četnými mýtinami střídajícími se s rašeliništi na jihovýchodě Norska bylo zdokumentováno 2282 kusů kořisti, z nichž 60 % tvořili hraboši (z toho 53,2 % z rodu Microtus a 32 % z rodu Myodes), 13,7 % ptáci, 12,4 % rejsci a 9,4 % ještěrky.
Loví převážně přes den, přičemž kořist vyhlíží vsedě z vyvýšeného místa nebo za letu, kdy se chvílemi ve vzduchu za aktivního třepetání křídel zastaví na místě, pozoruje terén pod sebou, aby najednou složila křídla k tělu, střemhlavým výpadem zamířila k zemi a těsně nad ní opět roztáhla křídla a kořist uchvátila do napřažených pařátů. Z dat získaných během 2942 hodin pozorování poštolek v otevřeném terénu vyplynulo, že lov za letu byl zdaleka nejčastější technikou získávání kořisti, kterou bylo dosaženo 76 % všech úlovků. Vyhlížení potravy vsedě z vyvýšené pozorovatelny je naopak častější při nepříznivém počasí (déšť, silný vítr) a v zimě, kdy touto loveckou technikou poštolka cíleně minimalizuje svůj energetický výdej. Většinu potravy alokuje pomocí zraku, přičemž pozorování v terénu dokazují, že může cíleně zaútočit na malého ptáka pohybujícího se i přes 300 m daleko. Kořisti se většinou zmocňuje na zemi, ale hmyz a ptáky občas chytá také v letu, přičemž ptáky dokáže aktivně pronásledovat (delší pronásledování v letu je však vzácné). Potravu většinou požírá na vyvýšených posedech; menší kořist a hmyz často rovnou na zemi nebo za letu. Z obratlovců ukořistěných nad rámec potřeby může vytvářet zásoby potravy pro případ pozdějšího nedostatku. Zdokumentovány jsou rovněž případy kradení potravy jiným dravcům a sovám (kleptoparazitismus).

## Ohrožení a početnost
Mezinárodní svaz ochrany přírody (IUCN) hodnotí poštolku obecnou jako málo dotčený druh. V Evropě a v severozápadní Africe patří poštolka obecná k nejpočetnějším druhům dravců. Velikost evropské populace (s výjimkou Ruska a Turecka) byla v 90. letech 20. století odhadnuta na minimálně 282 tisíc párů, z nichž většina připadala na území střední a západní Evropy (asi 600 tis. párů připadalo na Německo, 51 tis. na Spojené království, 50 tis. na Francii a 27 tis. na Chorvatsko). V evropské části Ruska hnízdilo odhadem více než 60 tisíc párů a v Turecku nejméně 11 tisíc párů. Na území Česka byla početnost v letech 1989–89, stejně jako v období let 2001–03 odhadnuta na 9–13 tisíc párů, přičemž se zdá, že stavy zůstávají stabilní.

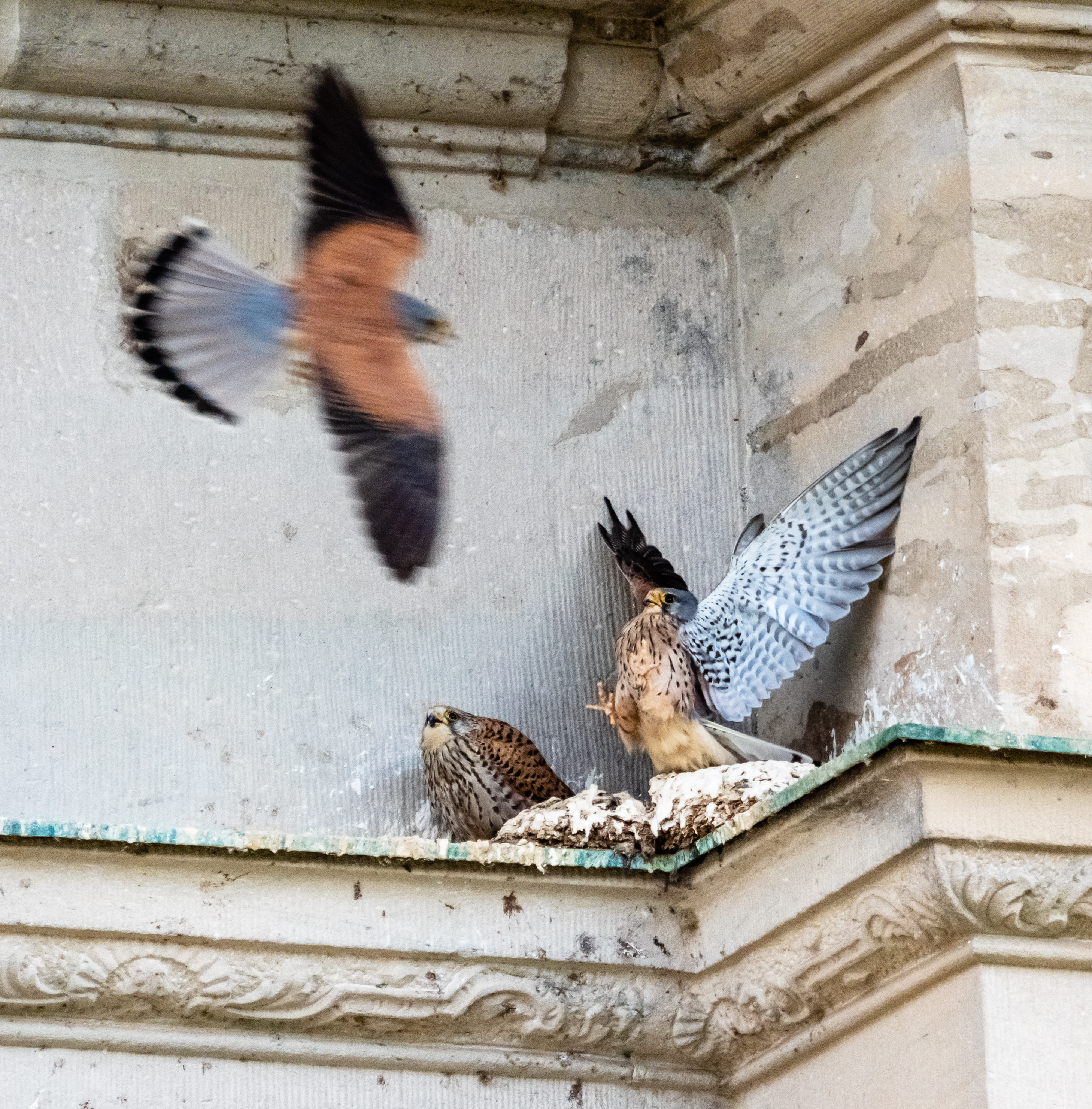
Poštolka obecná si za posledních několik dekád na řadě míst přivykla životu v těsné blízkosti lidí; na snímku hnízdo na římse budovy v centru bavorského Ebrachu

Populace ve velké části Evropy vykazují v posledních desetiletích trvalý pokles, který bývá přičítán používání pesticidů a dalším doprovodným efektům intenzifikace zemědělství. Na Maltě byl druh v minulosti vyhuben kvůli intenzivnímu odstřelu, aby se později na ostrov navrátil; na většina areálu nicméně odstřel vážnou hrozbou už není. Místy mohou početnost negativně ovlivňovat rovněž úhyny v důsledku kolizí s dráty vysokého napětí a predace (zejména jestřábem lesním).

## Vztah k lidem
Poštolka obecná byla lidmi odpradávna ceněna kvůli svému zvyku lovit hlodavce označované za škůdce. Už Brehm (1888) v prvním svazku Života zvířat píše, že „kdo zná poštolku, ví, že náležejíc k našim nejužitečnějším ptákům, pravým jest dobrodincem našim polím; třeba by i tu a tam vzala lakotnému myslivci nějakého zajíčka nebo koroptev, kterýžto přestupek vykřičí se za neodčinitelný zločin“. Také Košťál (1895) ve své knize Ptactvo v názorech, pověrách a zvycích lidu českého v kapitole o dravcích uvádí: „Nejvíce pověr řadí se kolem poštolky, která u lidu veliké důvěry požívá. Poštolka prý chrání plodiny od zkázy. Jest bez odporu nejroztomilejším sokolem naším; hubíc neunavně myši a hmyz stává se velice užitečnou. Neodůvodněno jest její pronásledování.“
Už historicky byla hojně využívána také v sokolnictví, a to jak rekreačním, tak profesionálním. V rámci rekreačního sokolnictví se hojně objevuje při komentovaných prohlídkách na hradech, zámcích a některých zoologických zahradách; při profesionálním sokolnictví se používá jako prevence proti přemnoženým infikovaným holubům ve městech či na letištních plochách.
Poštolka obecná byla výborem České společnosti ornitologické zvolena Ptákem roku 2002.